# Вархол Роман Степанович
Роман Степанович Вархол (24 грудня 1956 (у свідоцтві про народження записали 2 січня 1957),  с. Нагірянка Чортківського району Тернопільської області)  - український поет, педагог. Член Національної Спілки письменників України (Львівська обласна організація) з 1994 року.

## Життєпис
У 1979 році закінчив філологічний факультет (відділення української мови та літератури) Львівського національного університету ім. Івана Франка.
Тривалий час працював вчителем у школах Львова. З 2014 року на творчій роботі. Мешкає у селі Зимна Вода Пустомитівського райоу Львівської області.

## Відзнаки
Лауреат міжнародної літературно-мистецької премії імені Пантелеймона Куліша, літературних премій імені Маркіяна Шашкевича та «Світлослов».

## Доробок
Видав понад сорок збірок поезії, зокрема, книги
- «Мозаїка» (1989),
- «Тихий Дунай» (1994),
- «Руже-лелія» (1996),
- «Кирилиця Карпат» (1999),
- «Квітка Хорса» (2002),
- «Писаний терем» (2003),
- «Марсове поле» (2003),
- «Співочий птах на мисленому древі» (2010),
- «Писар Хорса Великого» (2011),
- «Час із чаш» (Львів: Сполом, 2014. — 288 с.)
- «Слуга фіалок» (Львів: Сполом, 2014. — 80 с.).
- «Діти кирилиці» (Львів: Сполом, 2015. — 192 с.).
- «В чугані Бескидів» (Львів: Ліга-Прес, 2016. — 80 с.).
- «Підкова Пегасова, або Кобзарь по-лемківски». Вершы (Львів: Тріада плюс, 2017. — 120 с.).

Окремі вірші перекладені англійською, білоруською, польською та румунською мовами.

## Нагороди
- Всеукраїнська літературно-мистецька премія імені Братів Богдана та Левка Лепких (2022) — за активну літературну діяльність останніх років, зокрема книги «Підкова Пегасова, або Кобзарь по-лемківски» та «Легенда ветхозавітна од Бояна Лемківського»[1].